# بارولو
بارولو (به ایتالیایی: Barolo) یک کومونه در ایتالیا است که در استان کونیو واقع شده‌است.

## خصوصیات
بارولو ۵٫۶ کیلومترمربع مساحت و ۷۵۰ نفر جمعیت دارد و ۲۱۳ متر بالاتر از سطح دریا واقع شده‌است.

## نگارخانه

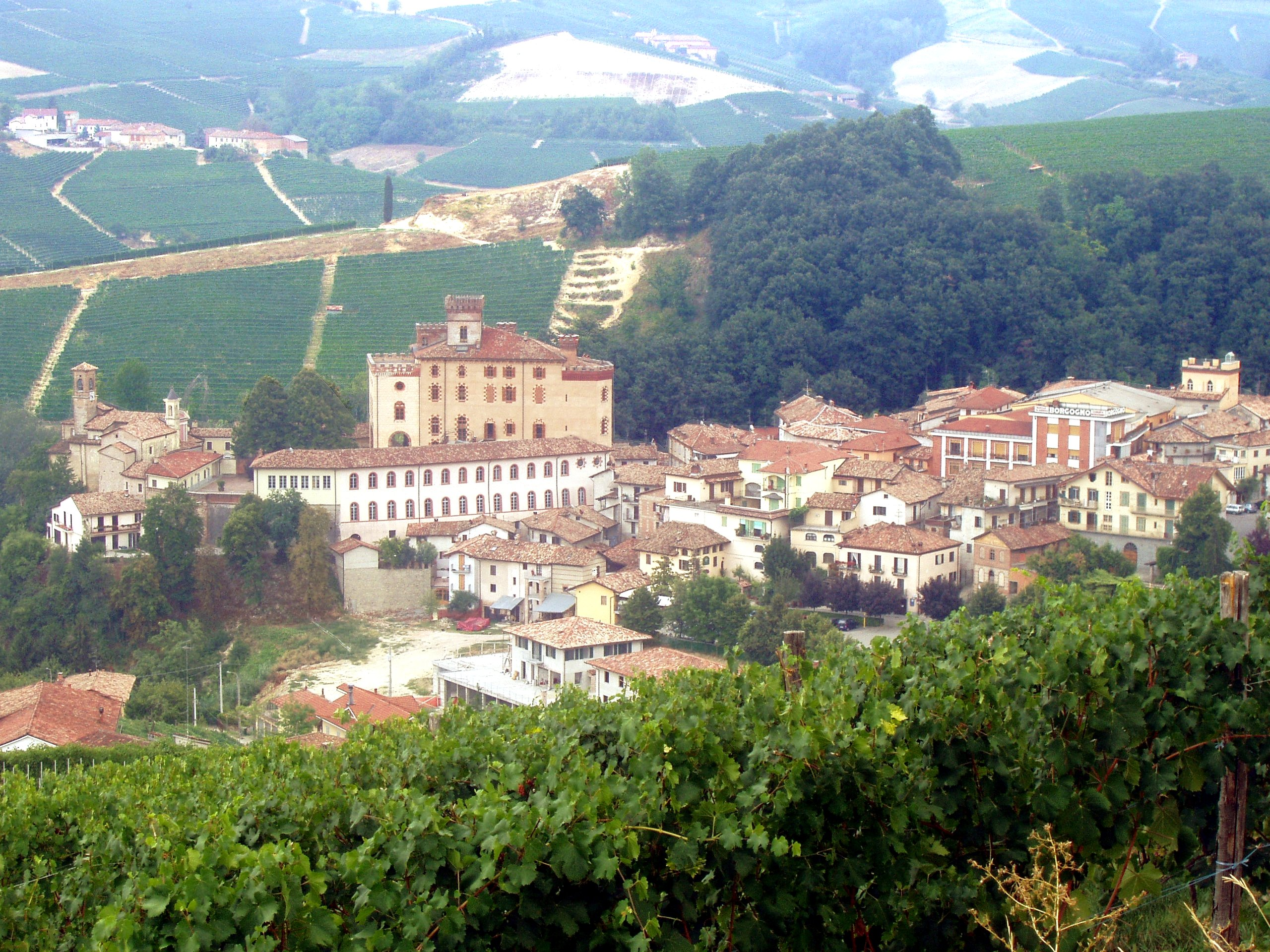